# فيفيكا ليندفورس
فيفيكا ليندفورس هي كاتبة سيناريو ومنتجة أفلام ومخرجة وممثلة أمريكية وسويدية، ولدت في 29 ديسمبر 1920 في السويد، وتوفيت بنفس المكان في 25 أكتوبر 1995. من الجوائز التي نالتها جائزة إيمي سنة 1990 وجوائز جيني سنة 1992 وجائزة الدب الفضي لأفضل ممثلة ‏ سنة 1962.

## أعمال

### أفلام
- (1948) مغامرات دون جوان
- (1973) الطريق الذي كنا عليه[4]
- (1991) زان دالي
- (1994) ستارغيت[5][6][7]

## جوائز
- جائزة إيمي (1990)
- جوائز جيني (1992)
- جائزة الدب الفضي لأفضل ممثلة [الإنجليزية]‏ (1962)

## وصلات خارجية
- فيفيكا ليندفورس على موقع IMDb (الإنجليزية)
- فيفيكا ليندفورس على موقع ألو سيني (الفرنسية)
- فيفيكا ليندفورس على موقع تيرنر كلاسيك موفيز (الإنجليزية)
- فيفيكا ليندفورس على موقع تيرنر كلاسيك موفيز (الإنجليزية)
- فيفيكا ليندفورس على موقع أول موفي (الإنجليزية)
- فيفيكا ليندفورس على موقع قاعدة بيانات برودواي على الإنترنت (الإنجليزية)
- فيفيكا ليندفورس على موقع قاعدة بيانات الأفلام السويدية (السويدية)
- فيفيكا ليندفورس على موقع إن إن دي بي (الإنجليزية)
- فيفيكا ليندفورس على موقع ديسكوغز (الإنجليزية)
- فيفيكا ليندفورس على موقع قاعدة بيانات الفيلم (الإنجليزية)